# Cyathea cuspidata
Cyathea cuspidata är en ormbunkeart som beskrevs av Kze. Cyathea cuspidata ingår i släktet Cyathea och familjen Cyatheaceae. Inga underarter finns listade.